# 世纪广场站
世纪广场站是位于吉林省长春市南关区的一个轻轨车站，属于长春轨道交通3号线。

## 车站构造
两个侧式月台，为高架车站。

### 月台配置
| 上行 | ■3号线 | 会展中心・臨河街・宽平桥・长春站方向       |
| 下行 | ■3号线 | 金鑫街・博硕路・净月潭公园・长影世纪城方向 |

## 车站周边
- 世纪广场
- 经开体育场
- 会展中心

## 历史
- 2006年12月26日 - 开通使用。